# Luanda Cozetti
Luanda Cozetti de Freitas (Brasília, 25 de setembro de 1968) é uma cantora brasileira. Iniciou sua carreira em 1986 cantando em casa noturnas, até realizar apresentações em festivais e corais. Quatro anos depois, esteve no Teatro Nacional Cláudio Santoro com o grupo musical Bico de Veluno. Posteriormente, ainda participaria de projetos organizados pela Secretaria de Economia do Distrito Federal.
Nos últimos cinco anos da década de 1990, apresentou-se em eventos de Brasília e Rio de Janeiro, além de participar do álbum Prá pirá Brasília, obra de Carlos Zimbher; assim como, foi madrinha do "Projeto Novo Canto". Nos anos 2000, esteve ao lado de cantores notáveis como Beth Carvalho, Dudu Nobre, Emílio Santiago, período em que também cantou com Sérgio Natureza a canção "Frisson". Faz parte da banda Couple Coffee desde 2005.

## Carreira

### 1986–2000: Início da carreira em apresentações

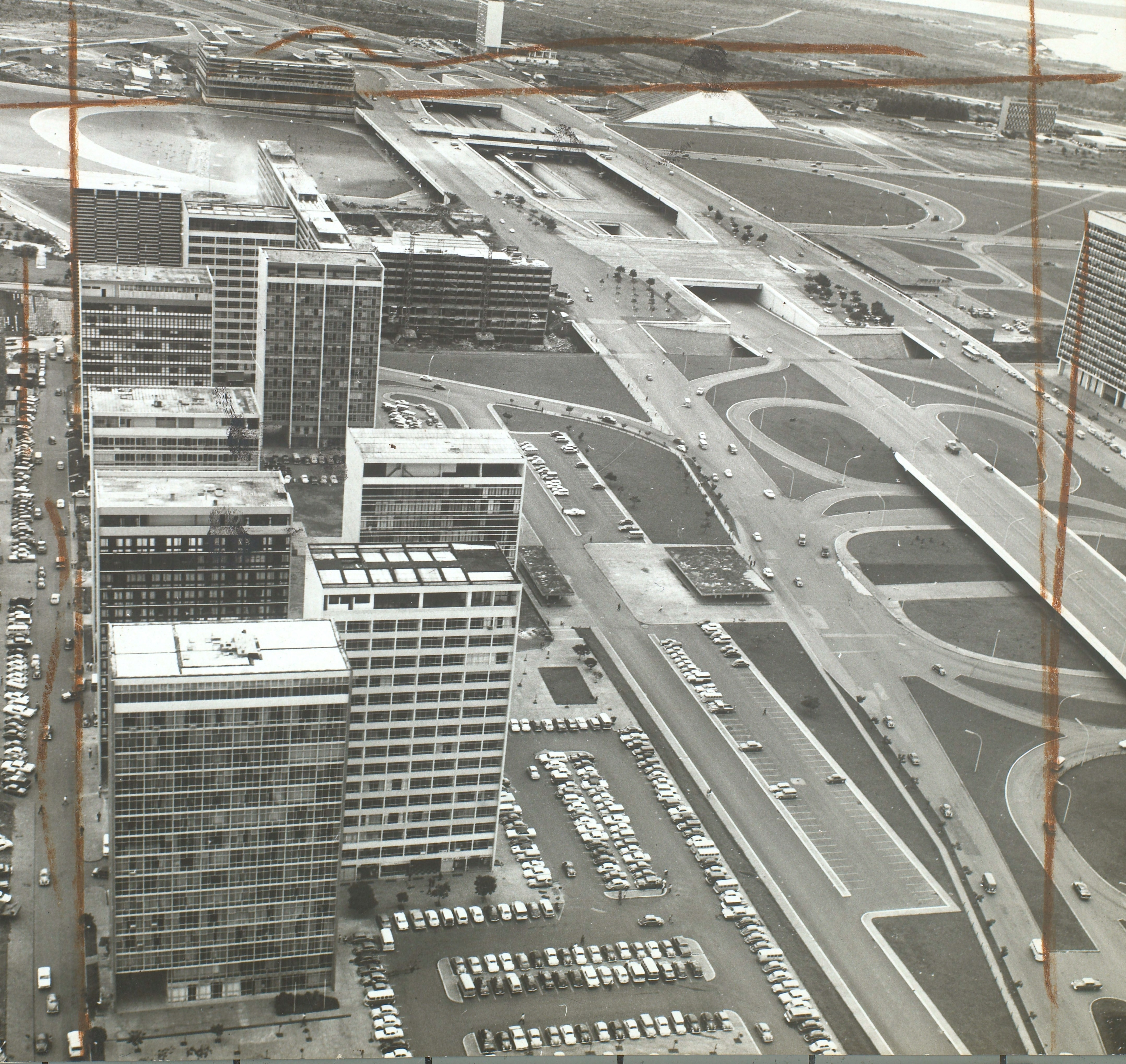
Luanda Cozetti se apresentou no Teatro Nacional em 1990.

Nascida em Brasília, Luanda é filha dos guerrilheiros políticos Alípio de Freitas e Wanda Cosetti Marinho. Viveu no continente africano entre nove a quinze anos, período em que acompanhava sua mãe no exílio. Após retornar ao Brasil, optou por morar na capital federal e, posteriormente, mudaria para o Rio de Janeiro.
Iniciou sua carreira em 1986, cantando em casas noturnas em Brasília e, logo em seguida, realizou apresentações em festivais e encontros de corais. Em 1988, esteve em "Ponte para o invisível", musical de Ricardo Movits, no Conjunto Cultural da Caixa Econômica Federal. No ano seguinte, esteve em Recife no "Encontro Internacional de Coros"; mesmo período em que foi integrante da Coral Asbac e pela gravação do projeto "Brasil, Brasis", na Associação Médica de Brasília.
Em 1990, fez apresentações no Teatro Nacional Cláudio Santoro após se juntar ao grupo vocal Bico de Veludo, do profissional Antônio Sarazate. Três anos depois, participou dos eventos "Projeto Sarau", "Roçar da Voz", que foram organizados pela Secretaria de Economia do Distrito Federal. Ainda esteve presente no álbum Sol, de Flávio Fonseca, como também de "Esperanto Internacional"; este último, gravado em Paris. Naquele mesmo ano, ainda participaria da obra de Manduka, intitulado 3.ª Asa.
Durante os anos de 1995 a 1999, esteve presente com outros cantores no álbum Prá pirá Brasília, assim como, foi na obra de Carlos Zimbher intitulado "Diversos". Posteriormente, ainda participou de eventos como Night Club', no Rio de Janeiro; Teatro Cláudio Santoro, em Brasília; fez a abertura de "Projeto Revelando Novos Talentos", de Luiz Melodia. Em 2000, cantou junto com Jorge Vercillo, além de ser madrinha no "Projeto Novo Canto".

### 2001–presente: Eventos com músicos notáveis

Luanda já cantou ao lado de Beth Carvalho em 2004.

Em 2001, participou do encerramento "Projeto Novo Canto", ao lado de músicos notáveis como Vander Lee, Andréa Dutra, Patrícia Mello, entre outros. No mesmo ano, gravou seu primeiro álbum solo intitulado Luanda!, com participação de Bororó, Zé Marcos Teixeira e Kadu Lambach. No ano seguinte, esteve presente no disco Batacotô 3' na coleção do outono inverno da MPB, realizado no Rio de Janeiro.
Em 2003, apresentou no bar Áraba da Gávea ao lado de Kadu Lambach. No ano seguinte, participou do projeto "Sinfonia Sacopã", ao lado de cantores como Beth Carvalho, Dudu Nobre, Emílio Santiago; mesmo período em que esteve presente num outro "Projeto Novo Canto", lançado no Canecão. Dois anos mais tarde, cantou na faixa "Frisson" do álbum Um pouco de mim - Sergio Natureza e amigos, de Sérgio Natureza, além de ter se mudado para Portugal.
Desde 2005 faz parte da banda Couple Coffee, no qual lançou os álbuns Puro, Co'as tamanquinhas do Zeca!, Young and lovely – 50 anos do Bossa Nova e Quarto grão, nos anos de 2005, 2007, 2008 e 2010, respectivamente.

## Discografia
Entre 2001 a 2010, Luanda Cozetti gravou disco solo, além de projetos conjuntos em participações, além da banda Couple Coffee.
- 2001: Luanda! – CD (solo)
- 2005: Puro – CD (Couple Coffee)
- 2005: Um pouco de mim - Sergio Natureza e amigos – CD (participação com vários músicos)
- 2007: Co'as tamanquinhas do Zeca! – CD (Couple Coffee)
- 2008: Young and lovely - 50 anos de bossa nova – CD (Couple Coffee)
- 2010: Quarto grão – CD (Couple Coffee)